# جولای سرسیاه
جولای سرسیاه (نام علمی: Ploceus melanocephalus) نام یک گونه از تیره مرغ جولا است. جولا به معنای بافنده است.